# Siegfried Rosenthal
Siegfried Rosenthal (* 11. Mai 1888 in Mayen; † im 20. Jahrhundert) war ein deutscher Schifffahrtsunternehmer und Vorstandsmitglied der Rhenania Schifffahrts- und Speditions-Gesellschaft.

## Leben
Rosenthal besuchte das Kaiser-Wilhelm-Gymnasium in Köln und studierte Jura an den Universitäten München, Freiburg, Berlin und Bonn. Nach einem längeren Auslandsaufenthalt wurde er 1914 Gerichtsassessor in Köln und trat 1919 in den Rhenania-Konzern ein, wo er später zum Vorstandsmitglied avancierte. Zugleich war er Direktor der Rhenania Wormser Lagerhaus- & Speditions AG in Worms und der Rhenania Revisions- & Treuhand GmbH in Mannheim sowie Mitglied des Aufsichtsrats der C. G. Maier AG für Schifffahrt, Spedition und Commission in Mannheim.